# IC 66
IC 66은 물고기자리에 위치한 나선 은하이다. 겉보기 등급은 +14.06으로, 어둡지만 크기가 작아서 표면밝기는 상대적으로 높다.